# Sorghum leiocladum
Sorghum leiocladum là một loài thực vật có hoa trong họ Hòa thảo, sinh sống tại miền đông và miền bắc Úc.